# Certificação de aeronaves
A certificação (ou homologação) de aeronaves é, especialmente na aviação civil, uma atividade necessária à segurança do transporte aéreo. Consiste em avaliar e atestar que um determinado produto (aeronave ou seu componente) possui as características mínimas que assegurem seu uso seguro para o tipo de operação pretendida (transporte de passageiros, pulverização agrícola, combate a incêndio, transporte exclusivo de carga, operação somente em dia claro, operação noturna, entre outras).

## Órgão responsável
Desde 20 de março de 2006, é a Agência Nacional de Aviação Civil (ANAC), que possui uma área especialmente destinada para tratar do assunto, chamada de Gerência-Geral de Certificação de Produtos Aeronáuticos, e que está sediada na cidade de São José dos Campos. Anteriormente, estava a cargo do Instituto de Fomento e Coordenação Industrial (IFI), através da antiga Divisão de Certificação de Aviação Civil (CAvC).

## Principais atividades
Até uma aeronave ser considerada segura, ocorrem basicamente três processos:

### Certificação de projeto
Um projeto de aeronave é composto por seus desenhos e suas tolerâncias, por suas especificações de material e de processo de fabricação, por suas instruções mínimas de operação e pelas tarefas mínimas de manutenção. Quando alguém constrói um protótipo, ele concretiza aquilo que ele idealizou no projeto. A certificação de projeto (certificado de tipo) é um processo de engenharia que avalia esse projeto sob dois aspectos principais:
- com relação ao atendimento das especificações de segurança definidas pelo órgão certificador; e
- se a aeronave não apresenta nenhum aspecto ou característica insegura, considerando o tipo de operação pretendida (por exemplo, pulverização, operação privada, transporte aéreo comercial, etc.).

Normalmente, o fabricante da aeronave consolida os dados de engenharia e as informações técnicas utilizadas durante a certificação de projeto em relatórios de certificação. Esses dados e informações são obtidos através de testes (no próprio protótipo, em laboratório, em túnel de vento, etc.), de simulações em computador, de argumentações analíticas, entre outras alternativas. Todas essas análises de engenharia abrangem diferentes aspectos da aeronave como, por exemplo:
- a resistência da estrutura;
- o comportamento da aeronave em voo (desempenho, estabilidade, qualidade de voo);
- o comportamento da aeronave diante de fenômenos climáticos (granizo, gelo, raios, etc.);
- motorização;
- proteção de pessoas a bordo (contra situações tais como despressurização e pouso forçado em solo e na água);

Ao final desse processo de avaliação de engenharia, o órgão certificador emite um certificado de tipo.

### Certificação de fabricação
Uma vez que o projeto tenha sido certificado, é importante que cada unidade que saia da linha de produção esteja dentro das tolerâncias previstas em projeto. A função da certificação de fabricação é garantir que certos processos estejam implantados, como procedimentos de recebimento de matéria-prima, inspeções intermediárias, métodos de medição e calibração, tratamento de não-conformidades, entre outros.

### Certificação de aeronavegabilidade
Ao deixar a linha de produção, a aeronave precisa de um certificado de aeronavegabilidade para poder voar. Este certificado é concedido pela ANAC se a aeronave estiver de acordo com o projeto certificado e em condições de operação segura. Nem sempre o fato de a aeronave estar exatamente conforme foi fabricada garante as condições de operação seguras. Um exemplo disso ocorre quando uma aeronave é, logo após ser fabricada, deixada em um pátio por um longo período de tempo. Geralmente, óleos lubrificantes, combustível, vedantes, retentores e borrachas costumam perecer e, obviamente, tornam a operação da aeronave insegura.